# Franco Valle
Franco Valle (ur. 15 lutego 1940 w Genui, zm. 10 kwietnia 2003 tamże) – włoski bokser kategorii średniej, medalista olimpijski z 1964.
Na letnich igrzyskach olimpijskich w 1964 w Tokio zdobył brązowy medal w wadze średniej (do 75 kg), przegrywając w półfinale z Emilem Schulzem z Niemiec.
Od lutego 1965 do stycznia 1966 stoczył sześć walk zawodowych, wszystkie z bokserami włoskimi, z których trzy wygrał i trzy przegrał.